# Rolf Back
Rolf Back (Finlandia, 13 de marzo de 1928-6 de agosto de 2009) fue un atleta finlandés especializado en la prueba de 4x400 m, en la que consiguió ser medallista de bronce europeo en 1954.

## Carrera deportiva
En el Campeonato Europeo de Atletismo de 1954 ganó la medalla de bronce en los relevos de 4x400 metros, llegando a meta en un tiempo de 3:11.5 segundos, siendo superados por Francia (oro con 3:08.7 segundos que fue récord de los campeonatos) y Alemania del Oeste (plata).